# Kerrouchen (kommun)
Kerrouchen (franska: Kerrouchen (CR), Kerrouchen (Commune Rurale), arabiska: القباب) är en kommun i Marocko.   Den ligger i provinsen Khénifra och regionen Béni Mellal-Khénifra, i den nordöstra delen av landet, 190 km sydost om huvudstaden Rabat. Antalet invånare är 5 631.